# Lars Sandberg (häradshövding)
Lars Sandberg, född 26 oktober 1681, död 1721 i Klockrike församling, Östergötlands län, var en svensk häradshövding.

## Biografi
Lars Sandberg föddes 1681. Han var son till lagmannen Olof Sandberg och Anna Catharina Hytterna. Sandberg blev 3 oktober 1694 student vid Lunds universitet. Han blev 23 januari 1700 kopist i revisionskansliet 23 januari 1700, kanslist i revisionskansliet 15 juni 1704 och tillförordnad notarie i revisionskansliet. Sandberg blev 2 oktober 1716 häradshövding i Bobergs, Gullbergs, Bråbo och Finspånga läns häraders domsaga och fick senare assessors karaktär. Han avled 1721 på Karstorp i Klockrike församling och begravdes 10 maj samma år.
Sandberg ägde Karstorp i Klockrike församling.

### Familj
Sandberg gifte sig med Ulrika Catharina Crusebjörn (1701–1753). Hon var dotter till översten Adolf Johan Crusebjörn och Beata Rosenhane. De fick tillsammans barnen ryttmästaren Johan Adolf Sandberg (1719–1783) och ombudsmannen Carl Fredrik Sandberg (1720–1772). Ulrika Catharina Crusebjörn gifte om sig efter Sandbergs död med majoren Georg Henrik Wolffelt (1684–1761).